# Herick Campos
Herick Manuel Campos Arteseros, né le 12 mars 1976 à La Vila Joiosa, est un homme politique espagnol membre du Parti socialiste ouvrier espagnol (PSOE).

## Biographie

### Études et profession
Il est titulaire du premier cycle d'une licence en sociologie de l'université d'Alicante. Il est expert universitaire en droit du tourisme diplômé par l'université nationale d'enseignement à distance (UNED).
Il a été président du Conseil des élèves lors de son passage universitaire à Alicante.
Il milite dans l'Union générale des travailleurs (UGT) et est membre d'Amnesty International.

### Activités politiques
Il possède une importante trajectoire au sein des Jeunesses socialistes. D'abord secrétaire général des Jeunesses socialistes de sa ville natale entre 1995 et 1999, il siège comme secrétaire à l'Étude et au Programme des Jeunesses socialistes du Pays valencien (JSPV) entre 1996 et 1999. Il quitte ces deux fonctions exécutives en 1999 lorsqu'il est nommé secrétaire à l'Organisation des Jeunesses socialistes d'Espagne (JSE). Il est élu secrétaire général des JSE lors d'un congrès en 2000 et devient membre de droit de la commission exécutive fédérale (CEF) du Parti socialiste ouvrier espagnol (PSOE). Il est membre du Comité fédéral du parti de septembre 2000 à juillet 2007.
Investi dans la circonscription d'Alicante en vue des élections législatives du 14 mars 2004, il est élu membre du Congrès des députés et siège comme premier secrétaire de la commission de la Défense. Il est porte-parole chargé de la Jeunesse entre 2004 et 2008. À la suite des élections législatives de mars 2008, il est choisi comme porte-parole adjoint à la commission parlementaire mixte pour l'Étude du changement climatique.
Réélu pour un troisième mandat en novembre 2011, il est choisi comme deuxième vice-président de la commission de la Justice et porte-parole à l'Industrie. Dans les derniers mois de la législature, il devient membre titulaire de la députation permanente. Il coordonne l'action des députés et sénateurs du PSPV-PSOE aux Cortes Generales et au Parlement européen. Il décroche son quatrième mandat parlementaire en décembre 2015 et est élu premier vice-président de la commission de l'Agriculture, de l'Alimentation et de l'Environnement. De nouveau porte-parole à l'Industrie, il est rétrogradé comme membre suppléant de la députation permanente.
Il se représente au scrutin anticipé de juin 2016 mais perd son mandat après que le PSOE a perdu un siège dans la circonscription d'Alicante. Il fait néanmoins son retour au palais des Cortes le 14 novembre 2017 du fait de la démission de Julián López Milla, nommé au poste de directeur général à l'Analyse et à l'Évaluation de du département de la Présidence de la généralité valencienne. Après la constitution du gouvernement Sánchez I en juin 2018 et la démission de nombreux députés devenus ministres ou secrétaires d'État, il devient porte-parole titulaire à la commission de l'Industrie, du Commerce et du Tourisme, chargé de l'Industrie en remplacement de Pilar Lucio.

### Vie privée
Il est marié et père de deux filles.